# Robert Matteoni
Robert Matteoni (Pula, 1962.), hrvatski je sportski novinar, kolumnist i autor knjige Moja igra o Luki Modriću.

## Životopis
Rodio se u Puli 1962. godine. Igrao je nogomet za NK Istru iz Pule.

## Karijera
Paralelno s igranjem nogometa, upustio se u svijet sportskog novinarstva, što je ubrzo preraslo u profesionalnu karijeru. Pisao je o sportu u vodećim hrvatskim medijima, uključujući: Večernji list, Vjesnik i Sportske novosti. Od 2011. godine dobio je mjesto u uredničkom kolegiju Sportskih novosti. Već više od tri desetljeća, točnije od 1994., prati hrvatske nogometne reprezentativce u ulozi reportera i komentatora. Njegovo novinarsko iskustvo obuhvaća izvještavanje s utakmica na svjetskim i europskim nogometnim prvenstvima.
Među njegovim najznačajnijim ostvarenjima ističe se životopis "Moja igra" posvećen jednoj od najznamenitijih figura hrvatskog nogometa, Luki Modriću, koji je napisao u suradnji s Modrićem.
Od 2017. godine, sudjeluje u glasanju prilikom izbora nagrade The Best FIFA kao član žirija novinara.
Pisao je enciklopedijske članke o sportu za Istrapediju, istarsku internetsku enciklopediju.
Na Europskom prvenstvu u nogometu – Njemačka 2024. bio je
stručni komentator u studijskim emisijama HRT-a.